# Àguila de Pinsker
L'àguila de Pinsker (Nisaetus pinskeri) és una espècie d'ocell de la família dels accipítrids (Accipitridae). Habita els boscos d'algunes illes meridionals de les Filipines. El seu estat de conservació es considera en perill d'extinció.
És sovint considerat una subespècie de Nisaetus philippensis.